# 62 Samodzielna Kompania Czołgów Rozpoznawczych
62 Samodzielna Kompania Czołgów Rozpoznawczych – pancerny pododdział rozpoznawczy Wojska Polskiego II Rzeczypospolitej.
Kompania nie występowała w pokojowej organizacji wojska. Jednostką mobilizującą był 6 batalion pancerny.
Na wyposażeniu posiadała 13 czołgów rozpoznawczych TKS uzbrojonych w 7,92 mm ckm.

## 62 skczr w kampanii wrześniowej

### Mobilizacja
62 skczr została zmobilizowana w trakcie mobilizacji alarmowej w dniach 28-29 sierpnia 1939 roku we Lwowie w grupie jednostek oznaczonych kolorem czerwonym w czasie A+48, przydzielona do Armii „Modlin”.

### Działania bojowe
30 sierpnia kompania została załadowana do transportu kolejowego we Lwowie wraz z 63 samodzielną kompanią czołgów rozpoznawczych skierowane na obszar operacyjny Armii „Modlin”. 1 września dotarła do stacji wyładowczej Mława, skąd „na kołach” przegrupowała się do lasu Studzieniec i weszła w skład odwodu 20 Dywizji Piechoty. Następnie przydzielona do wsparcia 79 pułku piechoty zajmującego wschodni odcinek pasa obrony 20 DP. 2 września 62 kompania wspierała podczas kontrataku II batalion 79 pułku piechoty, na wdzierające się oddziały niemieckiego I KA, po odzyskaniu utraconych pozycji, wieczorem przeszła na postój do Pawłowa. 3 września ponownie przydzielona do II/79 pp, wspierała obronę batalionu. Po południu wspierała piechurów w nieudanym ataku na Piegłowo bronionym przez oddziały niemieckie. 4 września rano, 62 skczr brała udział w obronie wsi Szydłowo, wraz z batalionem II/79 pp. Atakujące skrzyżowanie dróg w Szydłowie oddziały niemieckiej 1 Dywizji Piechoty zostały odrzucone, a skrzyżowanie utrzymane do godzin popołudniowych. Z uwagi na groźbę odcięcia od sił głównych 20 DP, 62 kompania odjechała w kierunku Płońska, po drodze zdołała otrzymać paliwo, od rzutu kołowego 152 eskadry myśliwskiej. Następnie dołączyła do kolumny marszowej 21 pułku piechoty, na wysokości Modlina udała się do twierdzy, gdzie ponownie uzupełniła paliwo. Rozkazem dowódcy Broni Pancernych Armii „Modlin” została skierowana 7 września do Jabłonny, celem odtworzenia zdolności bojowej. 8 września kompania został przydzielona do Grupy Operacyjnej gen. bryg. Juliusza Zulaufa, zatrzymała się na postój w Strudze, jako odwód grupy. 9 i 10 września naprawiano sprzęt i dokonano przeglądów i uzupełniano amunicję i paliwo. 11 września rozkazem dowództwa Armii „Modlin” 62 kompanię skierowano do Kuflewa koło Kałuszyna, jako odwód. 12 września o godz. 10.30 62 kompanię podporządkował sobie mjr Stefan Majewski dowódca 11 dywizjonu pancernego i wraz z innymi pododdziałami wykorzystał do walki o odbicie z rąk niemieckich Seroczyna. Natarcie 62 skczr nie powiodło się, zostało załamane przez podchodzące niemieckie odwody. W walkach o Seroczyn kompania poniosła duże straty, w tym kilka czołgów. Po walce pozostała ograniczona ilość paliwa. Na rozkaz mjr. Majewskiego kompania wycofała się i oderwała od nieprzyjaciela. Wycofano się do Garwolina, gdzie miało być paliwo, jednak w Ośrodku Zapasowym Kawalerii uzupełniono tylko amunicję. Poprzez Chodynię, Ryki 63 kompania dojechała na resztkach paliwa do składów w Dęblinie, gdzie uzupełniono paliwo. Nocą 13/14 września 62 skczr wraz z 11 dpanc została podporządkowana dowódcy Armii „Lublin” i otrzymała zadanie rozpoznania tyłów armii od strony południowej, oraz zbadania zagrożenia, ze strony niemieckiej 2 Dywizji Pancernej. 62 skczr przedstawiała siłę plutonu czołgów. Otrzymała od mjr. Stefana Majewskiego zadanie rozpoznania drogi Kraśnik-Krasnystaw, na odcinku Jabłonna-Żółkiewka. Po zluzowaniu przez inne jednostki, 62 kompania wraz z 11 dywizjonem skierowana została w rejon Kraśnika, Janowa Lubelskiego, celem dołączenia do Warszawskiej Brygady Pancerno-Motorowej i utworzenia zgrupowania pancerno-motorowego armii. W nocy 14/15 września i w dniu 15 września, 11 dywizjon pancerny wraz z oddziałem 1 batalionu czołgów lekkich, przez Kraśnik dołączył w rejonie janowa Lubelskiego do WBP-M. Wraz z WBP-M zgrupowanie pancerne mjr. Stefana Majewskiego pojechało w kierunku Tomaszowa Lubelskiego, celem zajęcia podstaw wyjściowych do natarcia w kierunku Lwowa. Celem oszczędzania paliwa w lasach koło Zwierzyńca pozostawiono i zniszczono większość samochodów i sprzętu zabezpieczającego. 18 września WBP-M, ze wsparciem zgrupowania mjr. Stefana Majewskiego, prowadziła natarcia na Tomaszów Lubelski. 62 skczr wzmocniona sprzętem z 61 skczr i innych pododdziałów w sile 15 czołgów została wyznaczona do wsparcia natarcia piechoty z pułku strzelców pieszych. Wzmocniona zgrupowaniem pancernym WBP-M samodzielnie uderzyła na Tomaszów Lub. i opanowała większą część miasta. Kontratak niemieckiej 4 Dywizji Lekkiej spowodował odrzucenie pododdziałów pancernych z Tomaszowa Lub. poniosły one 80% strat, brak wsparcia przez dywizje piechoty, natarcia zgrupowania pancerno-motorowego, przyczyniło się do zwycięstwa strony niemieckiej. W lesie pomiędzy wsiami Rogożno i Pasieki 62 kompania straciła 3 czołgi, a 2 zostały uszkodzone, poległo 4 żołnierzy, 2 odniosło rany. 62 skczr osłaniała drogę Tomaszów Lub.-Józefów, po której przemieszczał się psp. W trakcie całodniowych działań poległo i zostało rannych wielu żołnierzy. Wśród poległych był por. rez. Florian Saryusz-Zaleski. Straty sprzętu bojowego wyniosły 75%. W 62 kompanii pozostały tylko dwa czołgi, które przed rozwiązaniem kompanii zniszczono. Po bitwie, żołnierze podzieleni na małe grupy, bez sprzętu pancernego przedzierali się w kierunku Lwowa.

## Obsada personalna
Obsada w dniu 1 września 1939 roku:
- dowódca kompanii – kpt. Stanisław Szapkowski
- dowódca 1 plutonu – por. rez. Florian Saryusz-Zaleski († 18 IX 1939)
- dowódca 2 plutonu – sierż. pchor. Janusz Hryniewicz
- dowódca plutonu techniczno-gospodarczego – por. rez. Witold Stefan Monne[13]

## Skład kompanii

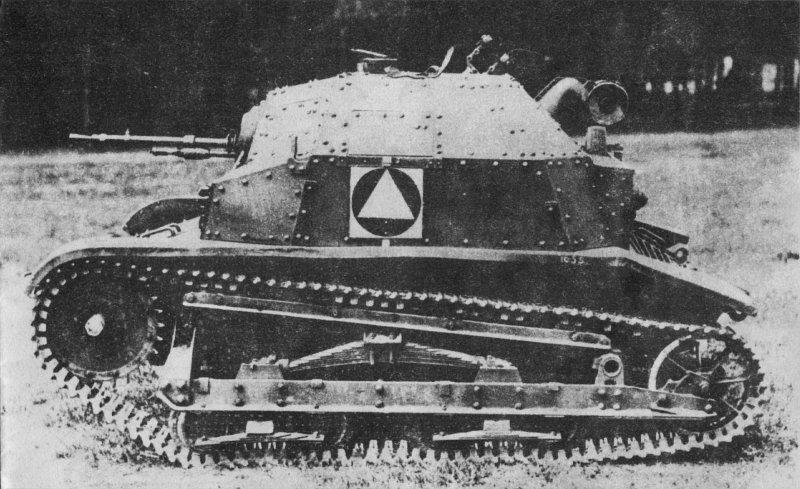
TKS -czołg podstawowy kompanii

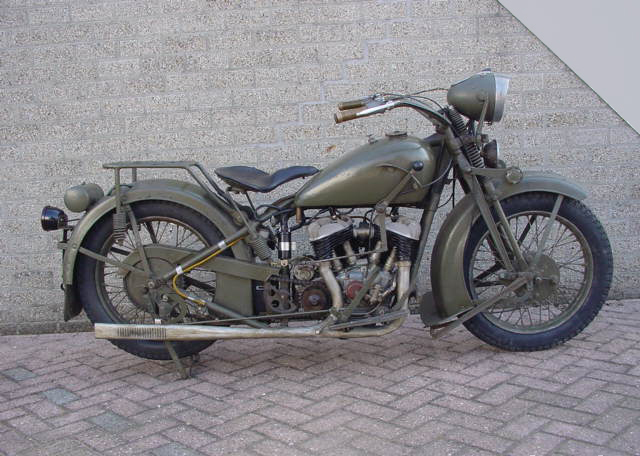
Motocykl Sokół 1000

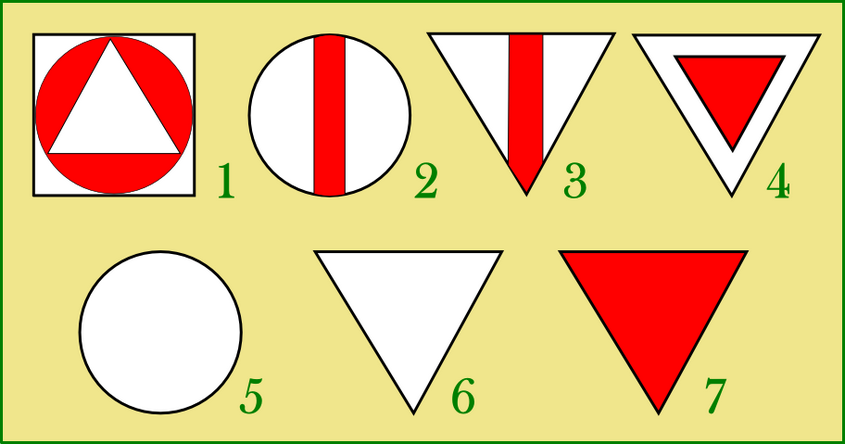
Znaki taktyczne malowane na czołgach lekkich i rozpoznawczych

Poczet dowódcy
- gońcy motocyklowi
- drużyna łączności
  - patrole:

radiotelegraficzny
łączności z lotnictwem
- sekcja pionierów

Razem w dowództwie
1 oficer, 7 podoficerów, 21 szeregowców;
1 czołg, 1 samochód osobowo terenowy, 2 samochody z radiostacjami N.2, furgonetka, 4 motocykle.
2 x pluton czołgów
1 oficer, 7 podoficerów, 7 szeregowców
6 czołgów, 1 motocykl, przyczepa towarzysząca
pluton techniczno – gospodarczy
- drużyna techniczna
- drużyna gospodarcza
- załogi zapasowe
- tabor

Razem w plutonie
1 oficer, 13 podoficerów, 18 szeregowców
5 samochodów ciężarowych, samochód-warsztat, cysterna, 1 motocykl, transporter czołgów, 2 przyczepy na paliwo, kuchnia polowa